# Seno
Seno är en kommun i Spanien.   Den ligger i provinsen Provincia de Teruel och regionen Aragonien, i den östra delen av landet, 290 km öster om huvudstaden Madrid. Arean är 17,9 kvadratkilometer.
Terrängen i Seno är platt norrut, men söderut är den kuperad.